# Papilio aristophontes
Espèce
Statut de conservation UICN

EN : En danger
Papilio aristophontes est une espèce de lépidoptères (papillons) de la famille des Papilionidae. Cette espèce est endémique des Comores. Elle est parfois considérée comme une sous-espèce de Papilio nireus.

## Systématique
L'espèce Papilio aristophontes a été décrite pour la première fois en 1897 par l'entomologiste Charles Oberthür  dans le Bulletin de la Société entomologique de France.